# Чипеваян (народ)
Чипеваян (англ. Chipewyan), інша назва денесуліне (англ. Denesuline) — індіанський народ на півночі Канади, найбільший із числа атабасків у цій країні. В мові та культурі мають багато спільного із сусідніми атабасканськими народами: тлічо, слейві, єлловнайф та ін.

## Розселення та чисельність

Мапа поширення мови чипеваян.

Традиційна територія розселення чипеваянів включає північні частини провінцій Манітоба, Саскачеван, Альберта та південну частину Північно-Західних територій. Більшість їхніх поселень розташована між озерами Атабаска та Велике Невільниче. У деяких районах живуть разом із крі.
Станом на березень 2015 року понад 23 тис. осіб були зареєстровані як представники корінного народу денесуліне, в тому числі близько 11 тис. у Саскачевані, понад 6 тис. в Альберті й приблизно по 3 тис. в Манітобі та Північно-Західних територіях. Ці цифри є приблизними, оскільки вони не розрізняють етнічної належності особи й можуть включати крі, метисів та представників інших племен атабасків.

## Мова

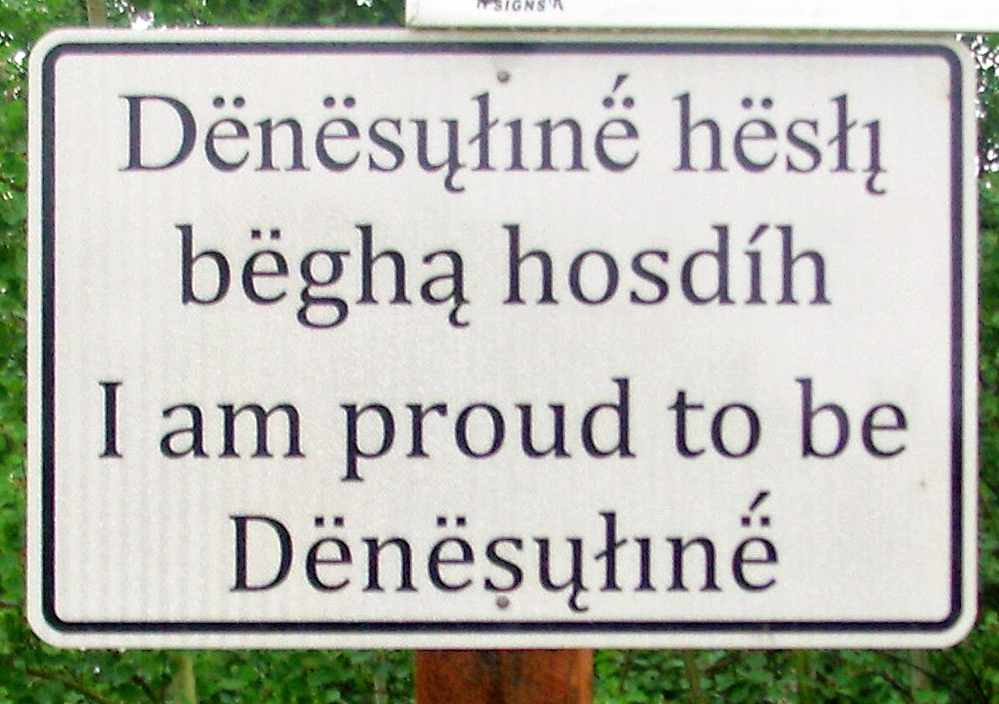
Двомовний денесуліне-англійських напис

Говорять англійською та чипеваянською (дене-суліне) мовою. За даними опитування 2011 року чипеваянською (дене) розмовляло 12 950 осіб.
Чипеваянська мова належить до північної групи атабасканських мов. Має 2 діалекти: діалект «k» та діалект «t», другий набагато більше поширений. Існує писемність на основі латинської графіки. Багато громад намагаються відродити рідну мову, впроваджуючи спеціальні освітні програми для молоді.

## Релігія
Традиційно чипеваяни дотримувались анімізму, їхні вірування та світогляд були тісно переплетені зі світом природи. Значним впливом у місцевому суспільстві користувалися шамани, які отримували свою духовну силу в сновидіннях.
Католицькі місіонери успішно навернули більшість чипеваянів на християнство. Проте й зараз зберігаються пережитки старих вірувань.

## Історія
Чипеваяни здавна жили вздовж річки Черчилл серед бореальних лісів, розділених ділянками безплідної землі. Вони кочували слідом за сезонним рухом оленів-карибу.
Постійні контакти є європейцями розпочались з 1715 р. Знаковою була поява в регіоні 1717 р. британської Компанії Гудзонової затоки, яка заснувала в гирлі річки Черчилл центр торгівлі хутром. Чипеваяни активізували полювання хутрових звірів. Вони також виступали посередниками в торгівлі між британськими торговцями та більш віддаленими племенами. Торгівля приносила чипеваянам чималі прибутки. З іншого боку, торгівля хутром загострила стосунки з південними сусідами — крі, ворожнеча між племенами тривала до 1760 р., а подекуди й довше. У кінці XVIII — на початку XIX ст., займаючись траперством, чипеваяни мігрували на південь, углиб тайги й заселили територію до річок Атабаска та Бівер (англ. Beaver), до верхньої течії річки Черчілл та Оленячого озера. До кінця XIX ст. більшість чипеваянських громад вже жила на своїх нинішніх територіях.

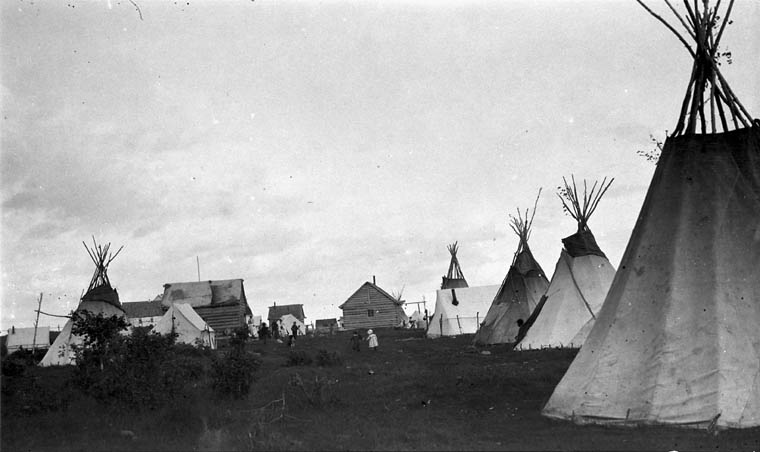
Чипеваянські тіпі.

Індіанці сильно постраждали він принесених європейцями хвороб. Найтяжчою для чипеваянів була епідемія віспи 1781-82 рр., яка знищила значну частину народу.
Офіційні стосунки чипеваянів з канадським урядом пройшли через договірний процес, що розпочався в 1876 р. Держава проводила політику, спрямовану на знищення традиційної культури та асиміляцію індіанців, ефективним її інструментом стали школи-інтернати для дітей корінного населення. Особливо посилився зовнішній тиск в XX ст., федеральний та провінційні уряди заохочували економічний розвиток північних регіонів, заснований на місцевих ресурсах. Ці дії завдали потужного удару по традиційній економіці чипеваянів. Продовженням політики асиміляції стало форсоване переведення чипеваянів на осілість в 1950-1960-х рр. Уряд надавав індіанцям житло, фінансову допомогу, стимулював створення рибальських кооперативів. Проте значна частина чипеваянів повернулася до традиційного полювання на карибу.
Сьогодні чипеваянські громади відновлюють самоуправління й контроль над своїми традиційними землями та природними ресурсами, відновлюють традиційні галузі господарства, рідну мову та культуру.

## Господарство

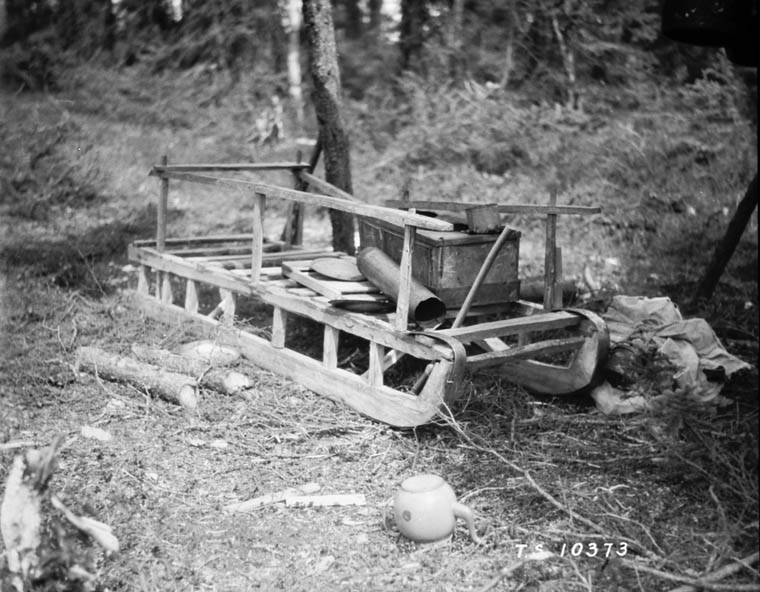
Чипеваянські сани (1926 р.).

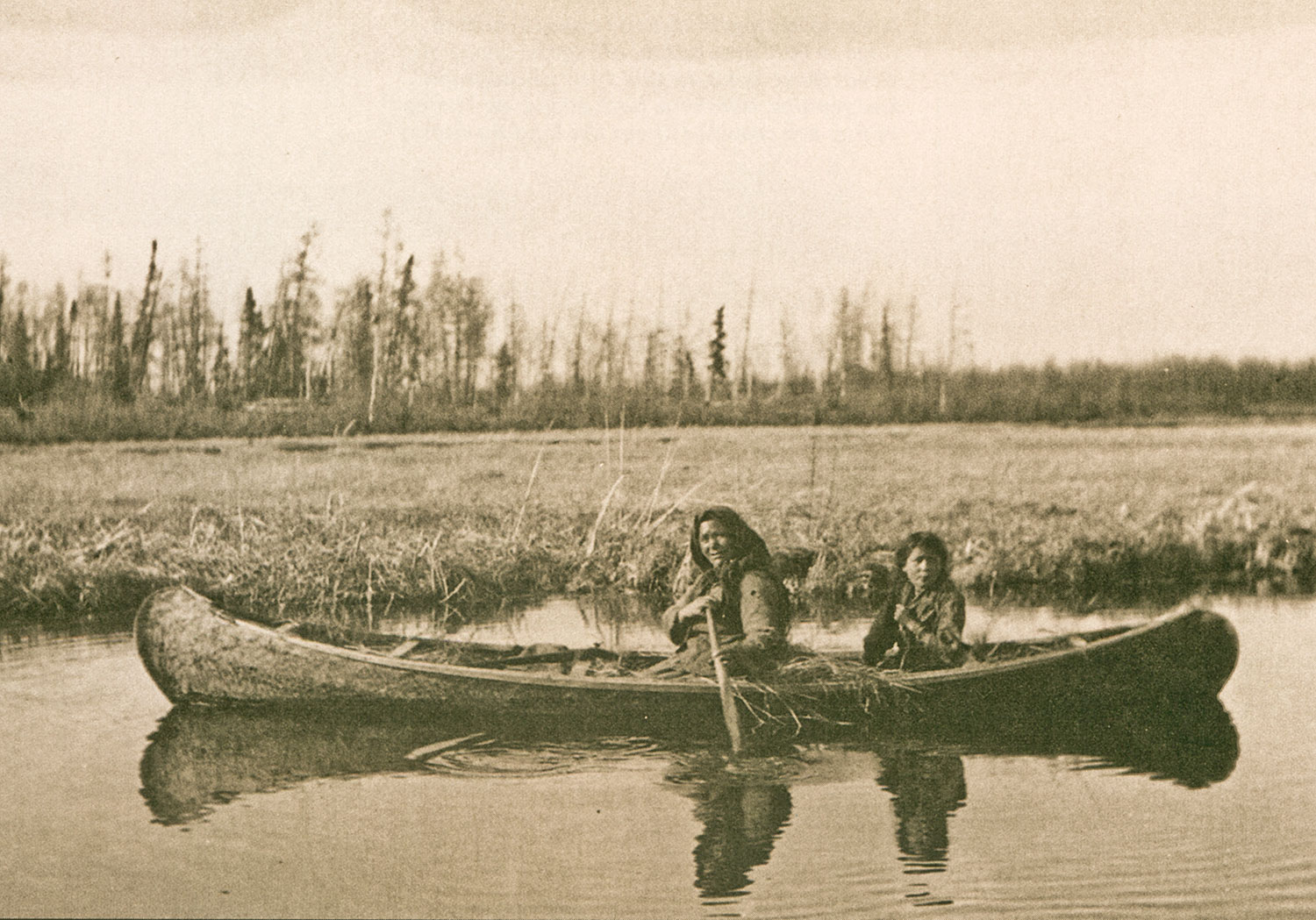
Чипеваяни в каное.

Традиційно чипеваяни були кочівниками, рухались слідом за стадами оленів карибу. Ці тварини були для них головним джерелом їжі, шкіри використовували для виготовлення одягу та накриття наметів (тіпі), із шерсті плели сітки, отримували волосінь для рибальства. Чипеваяни також полювали бізонів, вівцебиків, лосів, водоплавних птахів, у кінці XVIII — на початку XIX почали займатися траперством. Мисливські групи складалися із декількох споріднених сімей, такі групи об'єднувались у більші локальні групи по 30-100 і більше осіб, а далі в регіональні групи по 200-400 душ. Узимку пересувалися на санях, використовували снігоступи. Влітку через річки перепливали на берестяних каное.
Рибальство та збирання дикорослих рослин мали другорядне значення.

## Суспільство
Традиційна чипеваянська локальна група складалася із декількох споріднених великосімейних промислових груп. Лідери мали обмежені можливості до примусу членів групи. Їхній авторитет базувався на особистих здібностях, мудрості та щедрості.
Спорідненість відстежується як за батьківською, так і за материнською лініями.
Після весілля молоді йдуть жити до сім'ї дружини, а після народження дитини зазвичай переходять до сім'ї чоловіка. Існувала практика «резервувати» наречену, коли вона була ще дівчинкою. Дружина могла бути призом за перемогу в змаганні. Мало місце багатоженство, в тому числі сороральне.